# Liste der Universitäten in Schottland
Dies ist die Liste der Universitätsstädte und die Liste der Universitäten und der Hochschulen in Schottland. Angegeben in Klammern ist die Zahl der Studierenden im Studienjahr 2019/2020. In diesem Jahr waren in Schottland insgesamt 260.490 Personen für ein Studium an einer öffentlichen Hochschule eingeschrieben.

## Universitäten
- Aberdeen:
  - University of Aberdeen (15.185)
  - Robert Gordon University (12.660)
- Dundee:
  - University of Dundee (16.270)
  - Abertay University (4.280)
- Edinburgh:
  - The University of Edinburgh (35.375)
  - Heriot-Watt University (11.155)
  - Edinburgh Napier University (13.930)
- Glasgow:
  - University of Glasgow (32.465)
  - University of Strathclyde (24.330)
  - Glasgow Caledonian University (17.540)
- Highlands, Western Isles, Orkney und Shetland:
  - University of the Highlands and Islands (9.905)
- Musselburgh (im Verwaltungsbezirk East Lothian):
  - Queen Margaret University (5.130)
- Paisley, Hamilton, Dumfries und Ayr:
  - University of the West of Scotland (16.105)
- St Andrews  (im Verwaltungsbezirk Fife):
  - University of St Andrews (10.535)
- Stirling:
  - University of Stirling (12.540)

Ferner studieren in Schottland weitere 17.915 Personen an der Open University.

## Hochschulen
- Aberdeen, Ayr, Broxburn, Cupar, Dumfries und Edinburgh
  - Scotland’s Rural College SRUC (1.570)
- Glasgow
  - Glasgow School of Art (2.380)
  - Royal Conservatoire of Scotland (1.220)